# Desarrollo del sistema nervioso en humanos
El desarrollo del sistema nervioso en humanos, o desarrollo neuronal o neurodesarrollo incluye estudios de embriología, biología del desarrollo, y neurociencia usados para describir los mecanismos celulares y moleculares por medio de los cuales el sistema nervioso se forma y desarrolla en humanos. Algunos hitos del desarrollo neuronal en el embrión incluyen el nacimiento y la diferenciación de neuronas desde precursores de células madre (neurogénesis); la migración de neuronas inmaduras desde su lugar de nacimiento en el embrión hasta sus posiciones finales; el crecimiento de axones desde las neuronas y el guiaje del cono de crecimiento neural a través del embrión hacia terminales postsinápticos, la generación de sinapsis entre estos axones y sus terminales postsinápticos y finalmente los cambios sinápticos que ocurren durante el resto de la vida y que parecen estar asociados con aprendizaje y memoria.
Típicamente, estos procesos del neurodesarrollo pueden dividirse en dos categorías: mecanismos independientes de actividad y mecanismos dependientes de actividad. Los mecanismos independientes de actividad parecen estar determinados por programas genéticos llevados a cabo dentro de neuronas individuales. Estos mecanismos incluyen diferenciación, migración y crecimiento de axones. Así mismo, estos mecanismos parecen ser independientes de actividad neuronal y experiencias sensoriales, una vez los axones se extienden, los mecanimos dependientes de actividad entran en juego. La actividad neuronal y la experiencia sensorial mediarán la formación de nuevas sinapsis y regularan la plasticidad sináptica la cual será responsable del refinamiento de circuitos neuronales nacientes.

## Desarrollo del cerebro humano

### Generalidades
El sistema nervioso central (SNC) está derivado del ectodermo —la capa de tejido más externa del embrión. En la tercera semana de desarrollo embrionario humano aparece el neuroectodermo y forma la placa neural a lo largo del lado dorsal del embrión. La placa neural es la fuente de la mayoría de neuronas y células gliales del SNC. Un surco se forma a lo largo del eje largo de la placa neural y, por la cuarta semana de desarrollo, la placa neural se envuelve por encima de sí mismo para crear el tubo neural, el cual está lleno de líquido cefalorraquídeo. A medida que el embrión se desarrolla, la parte anterior del tubo neural forma tres vesículas encefalicas primarias, desde las cuales se originan las regiones anatómicas primarias del cerebro: prosencéfalo, mesencéfalo y rombencéfalo.

Estas vesículas se van a dividir posteriormente en las cinco vesículas encefálicas secundarias: telencéfalo (futuros corteza cerebral y ganglios de la base), diencéfalo (futuros hipotálamo y tálamo), mesencéfalo (futuros puente (pons) y cerebelo) y mielencéfalo (futura médula).
Dado que el tubo neural es el origen del cerebro y la médula espinal, mutaciones en este punto del neurodesarrollo, pueden ocasionar deformidades fatales como anencefalia o incapacidades permanentes como espina bífida. Durante este periodo, las paredes del tubo neural contienen células madre neurales, las cuales producen crecimiento de la masa cerebral al dividirse muchas veces.
 Gradualmente algunas de las células dejan de dividirse y se diferencian en neuronas y en células gliales las cuales son los componentes celulares principales del SNC. Estas neuronas migran a diferentes partes del cerebro en desarrollo para re-organizarse en diferentes estructuras cerebrales. Una vez las neuronas han logrado sus posiciones regionales, extienden axones y dendritas, los cuales les permiten comunicarse con otras neuronas vía sinapsis. La comunicación sináptica entre neuronas dirige el establecimiento de circuitos neuronales funcionales que median procesamientos sensoriales y motores.

### Inducción neural
Durante el desarrollo embrionario temprano, el ectodermo da origen a la epidermis (piel) y a la placa neural. La conversión de ectodermo indiferenciado a neuroectodermo requiere señales provenientes del mesodermo, la capacidad del mesodermo para convertir parte del ectodermo en tejido neuronal es lladama inducción neuronal. Al inicio de la gastrulación células del mesodermo se mueven a través del labio dorsal del blastoporo y forman una capa entre el endodermo y el ectodermo. Estas células mesodérmicas que emigran a lo largo de la línea media dorsal dan origen a una estructura llamada notocordio y las células ectodérmicas que yacen sobre el notocordio desarrollan el plato neural en respuesta a señales producidas por el notocordio. Hacia la tercera semana de gestación, la placa neural se pliega para dar origen al surco neural. Iniciando en una futura región de cuello, los pliegues neurales de este surco se acercan a la línea media donde se cierran y fusionan para crear el tubo neural. La formación del tubo neural desde el ectodermo se apellida neurulación. Hacia el final de la cuarta semana de gestación, los extremos abiertos del tubo neural, llamados neuroporos, se cierran. El trasplante de un labio del blastoporo puede inducir la transformación de ectodermo a tejido neural. Moléculas con la capacidad de inducir la expresión de genes neurales en explantes del ectodermo, sin inducir la expresión de genes del mesodermo, son llamadas inductores. Ejemplos incluyen las moléculas cordina y nogina, de importancia para el desarrollo de la cabeza. La inducción neural es comúnmente estudiada en embios de xenopus. Cuándo las células ectodérmicas embrionarias son cultivadas en baja densidad y en ausencia de células mesodérmicas, estas células van a experimentar diferenciación neuronal (expresión de genes neuronales), sugiriendo que la diferenciación neuronal es la programación automática de las células ectodérmicas. En cultivos de explantes, los cuales permiten conservar interacciones entre células, las mismas células ectodérmicas tienden a convertirse en epidermis. Esto se debe a la acción de BMP4, una proteína perteneciente a la familia de TGF-β. BMP4 induce la diferenciación de cultivos ectodérmicos hacia epidermis. Durante la inducción neuronal, cordina y nogina son producidas por la parte dorsal del mesodermo (notocordio) y se difunden al ecodermo superpuesto para inhibir la actividad de BMP4. Esta inhibición de BMP4 causa que las células ectodérmicas se transformen en células neuronales. La inhibición de TGF-β y BMP en células madre pluripotentes puede inducir eficientemente la diferenciación en tejido neuronal, este es un modelo de desarrollo humano temprano.

### El cerebro temprano
Tarde en la cuarta semana, la porción anterior del tubo neural se dilata dando origen a tres estructuras (vesículas primarias): el prosencénfalo, el mesencéfalo y el rombencéfalo. Desde el plato basal del prosencéfalo se va a generar la vesícula óptica, posteriormente esta estructura dará origen al nervio óptico, la retina y el iris. La parte más posterior del tubo neural va a dar origen a la médula espinal. En esta región, la pared del tubo neural consta de células neuroepiteliales, posterior al cierre del tubo neural estas cellulas se diferencian en neuroblastos formando la capa de manto (la cual va a dar origen a la sustancia gris). Fibras nerviosas emergen de estos neuroblastos para formar la capa imarginal (la cual da origen a la sustancia blanca de la médula espinal). En la capa del manto, nuevos neuroblastos son generados constantemente llevando a la generación de dos engrosamientos, uno en la porción ventral y otro en la porción dorsal. En el engrosamiento ventral de la capa de manto (placas basales) se forman las áreas de motoras del cordón espinal mientras que en la parte dorsal (placas alares) se forman las sensitivas. En medio de las placas basales y alares se encuentra una capa intermedia, el asta lateral, que contiene neuronas simpáticas del sistema nervioso autonómico. Esta región intermedia se localiza únicamente a nivel torácico (T1-T12) y a nivel lumbar (L2/L3).

## Migración neuronal
La migración neuronal es el proceso mediante el cual las neuronas viajan desde su lugar de origen hasta su posición final en el cerebro. Posterior a la formación del tubo neural, células neuroepiteliales y células que se van a diferenciar en neuronas y glía migran generando la corteza cerebral y estructuras aledañas. Las dos formas más comunes de migración son la migración radial y la tangencial.

### Migración radial
Células madre neurales proliferan en la zona ventricular de la neocorteza en desarrollo. Las primeras células postmitóticas que migran desde el preplato (la primera capa cortical) están destinadas a convertirse en células Cajal-Retzius y neuronas del subplato. Estas células se mueven mediante traslocación somática, las neuronas que emigran con este modo de locomoción son bipolares y se sujetan a la piamadre. El soma de estas células es transportado a la superficie de la piamadre mediante nucleocinesis, un proceso mediante el cual microtúbulos rodean el núcleo y se elongan o contraen para guiar el núcleo con su centrosoma a su posición final. Fibras radiales (también conocidas como glía radial) puede translocarse al plato cortical y diferenciar en astrocitos o neuronas. La traslocación somática puede ocurrir en cualquier momento durante desarrollo. Posteriores olas de neuronas van a partir el preplato al migrar a lo largo de la glía radial formando el plato cortical. Cada ola de células viajan a través de las capas que las preceden de adentro hacia afuera, esto significa que las neuronas más jóvenes se van a localizar más cerca de la superficie. Está estimado que la migración guiada por glía representa entre un 80 y 90% de la totalidad de la población de neuronas que migran.

### Migración tangencial
La mayoría de interneuronas migran tangencialmente para lograr su localización apropiada en la corteza. Mediante la migración tangencial, las neuronas se mueven a lo largo de axones provenientes de otras neuronas.

## Factores neurotróficos
Los factores neurotróficos son moléculas que promueven y regulan la capacidad de supervivencia de neuronas en el sistema nervioso en desarrollo. Estos factores se distinguen de metabolitos ubicuos necesarios para crecimiento y mantenimiento celulares por su especificidad. Cada factor neurotrófico promueve la supervivencia de tipos específicos de neuronas durante un periodo particular de su desarrollo, además ha sido argumentado que los factores neurotróficos están implicados en muchos otros aspectos del desarrollo neuronal como por ejemplo el guiaje axonal y el control de la síntesis de neurotransmisores.

## Desarrollo neuronal en el adulto
Neurodesarrollo en el sistema nervioso adulto incluye incluye mecanismos como la generación de nuevas neuronas, glía, axones, mielina o sinapsis. La neuroregeneración difiere entre el sistema nervioso periférico (PNS) y el sistema nervioso central (CNS) debido a los mecanismos funcionales y a la extensión y velocidad de regeneración.